# سوي وي
سوي وي (بالصينية: 崔威) (7 أبريل 1983 في الصين - ) هو لاعب كرة قدم صيني في مركز الدفاع. لعب مع غوانغجو إفرغراند تاوباو ونادي بكين سينوبو غوان ونادي تشانغتشون ياتاي وBeijing Institute of Technology F.C. ‏ وBeijing Sport University F.C. ‏.

## وصلات خارجية
- سوي وي على موقع قاعدة بيانات كرة القدم.إي يو (الإنجليزية)